# Савула Ярема Григорович

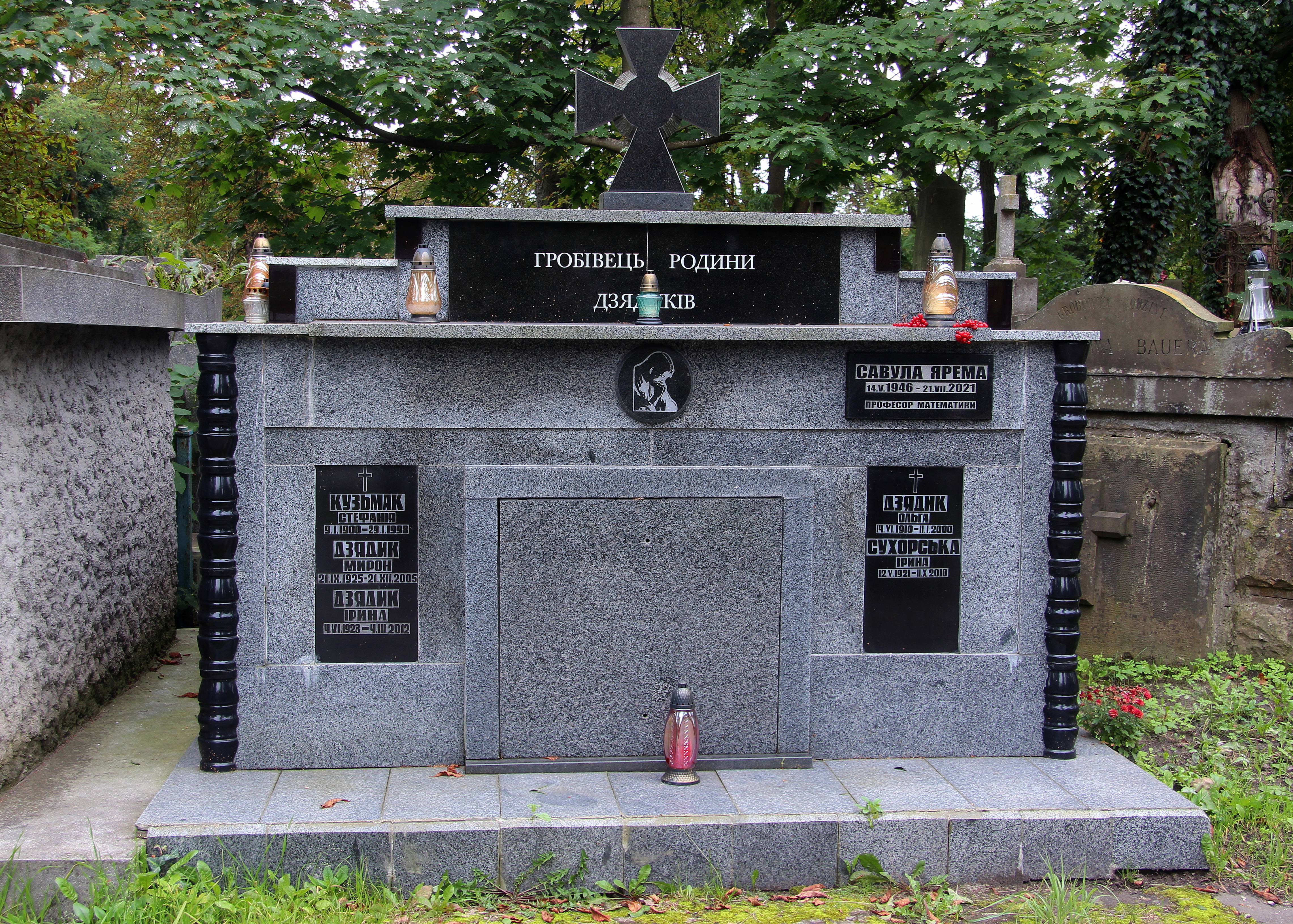

Ярема Григорович Савула (14 травня 1946 — 21 липня 2021) — український науковець у галузі прикладної математики. Доктор фізико-математичних наук, професор, Заслужений професор Львівського університету (2001). Академік-засновник АН ВШ України (1992).

## Життєпис
Народився в м. Стрию Львівської області. Закінчивши з відзнакою у 1969 р. ЛДУ ім. І. Франка, вступив до аспірантури при кафедрі механіки університету. Кандидатську дисертацію «Статика оболонок з різаною серединною поверхнею» захистив у 1973 р. Працював на посаді асистента та доцента кафедри прикладної математики, у 1986 р. захистив докторську дисертацію «Задачі механіки деформування оболонок з різаними серединними поверхнями». З 1988 р. — завідувач кафедри прикладної математики. Звання професора по кафедрі прикладної математики одержав у 1989 р. У 1996 р. обраний деканом факультету прикладної математики та інформатики ЛНУ ім. І. Франка.
Похований на 9 полі Янівського  цвинтаря у гробівці родини Дзядиків.

## Наукова діяльність
Основні наукові результати належать до галузі комп'ютерного моделювання фізико-механічних полів у неоднорідних середовищах. Запропоновані підходи до числового аналізу і оптимізації оболонкових конструкцій складної геометрії, до побудови гетерогенних математичних моделей теорії пружності і теорії тепломасопереносу. Важливими є наукові результати в галузі математичного моделювання задач статики, динаміки та оптимізації теорії оболонок Кірхгофа-Лява і типу Тимошенка. Ефективною відмінністю запропонованого підходу є використання поверхонь Монжа та поверхонь, пологих відносно поверхонь Монжа, як серединних. Таке аналітичне подання геометрії серединної поверхні оболонки в поєднанні з методом скінченних елементів дозволяє значно зменшити похибки апроксимації. Суттєвими є результати, одержані в галузях теоретичних розробок та застосування методу скінченних і граничних елементів до розв'язування двовимірних та просторових задач теорії пружності. Розроблено оригінальні схеми дослідження задач статики, динаміки, термопружності і термопластичності для осесиметричних тіл, випадку плоскої деформації і плоского напруженого стану.
У 1991—1997 рр. очолював спеціалізовану раду при ЛНУ ім. І. Франка зі захисту кандидатських дисертацій з обчислювальної математики та математичного моделювання. У 1994 р. обраний членом Національного комітету України з теоретичної та прикладної механіки. З 1996 р. — член експертної ради з прикладної математики та кібернетики ВАК України.
Автор монографії та 210 наукових статей, ряду посібників та підручника.
Підготував 12 кандидатів наук.

## Державні нагороди
- Заслужений працівник освіти України (10 жовтня 2011) — за вагомий особистий внесок у розвиток національної освіти, підготовку висококваліфікованих фахівців, багаторічну плідну науково-педагогічну діяльність та з нагоди 350-річчя Львівського національного університету імені Івана Франка[3]